# De witte en de zwarte bruid
De witte en de zwarte bruid is een sprookje, opgetekend door de gebroeders Grimm in hun Kinder- und Hausmärchen als KHM135. De oorspronkelijke naam is Die weiße und die schwarze Braut.

## Synopsis
Onze Lieve Heer vraagt vrouwen in het veld naar de weg naar het dorp. De vrouw zegt dat hij die zelf maar moet zoeken en de dochter zegt dat hij maar een gids moet nemen. De stiefdochter wil de weg wel wijzen en Onze Lieve Heer keert zijn rug toe aan de vrouw en haar dochter. Hij spreekt een vloek uit over de twee, ze worden zo zwart als de nacht en zo lelijk als de zonde. De stiefdochter vindt genade en wordt gezegend, ze mag drie dingen kiezen. Ze wil rein worden als de zon en een beurs die nooit leegraakt, ook wenst ze toegelaten te worden in het hemelrijk na haar dood. Ze komt thuis en de stiefmoeder en haar dochter zijn erg jaloers. De stiefdochter vertelt haar broer Reinier wat er is gebeurd en hij wil haar schilderen, maar moet beloven het schilderij aan niemand te tonen. Hij hangt het portret in zijn kamer in het paleis van de koning, want hij is koetsier.
De koningin is overleden en de koning is in rouw. De hovelingen vertellen hem over het schilderij van de koetsier en de koning ziet dat de vrouw op zijn overleden echtgenote lijkt. Hij laat het meisje halen en Reinier gaat naar zijn zus, maar de stiefmoeder gebruikt heksenkunsten en de man wordt halfblind. De witte zuster wordt halfdoof en ze gaan gezamenlijk naar het koninklijk paleis en Reinier zegt zijn zus iets om te slaan, zodat ze niet vies wordt. De zuster verstaat hem niet en de stiefmoeder vertelt dat ze haar gouden gewaad moet uittrekken en dit aan haar stiefzus moet geven. Ze trekt het grijze jakje aan en opnieuw zegt Reinier haar iets om te slaan. De stiefmoeder zegt dat ze haar gouden kap moet afzetten en ze gaat met bloot hoofd verder. Een derde maal waarschuwt Reinier zijn zus en de stiefmoeder zegt dat ze naar buiten moet kijken.
Op een brug wordt ze uit de koets geduwd en een sneeuwwitte eend komt uit het waterspiegel tevoorschijn. De broer merkt niks en komt bij het paleis, hij ziet niet dat zijn zus niet in de koets zit en brengt de zuster naar de koning. De koning ziet de lelijke vrouw in mooie kleding en laat de koetsier in een kuil met adders gooien. De oude heks verblindt de koning en hij trouwt toch met haar dochter. De zwarte bruid zit op schoot van de koning en door de gootsteen komt een witte eend de keuken in. Ze vraagt de koksmaatjes het vuur aan te maken en ze vraagt hoe het met haar broer Reinier gaat. Ze hoort het verhaal en vertrekt, dit herhaalt zich de volgende dag. Op de derde dag gaat het koksmaatje naar de koning en vertelt wat er gebeurd is.
De koning pakt de kop van de eend en hakt deze af, waarna de eend verandert in het mooie meisje van het schilderij. De koning laat mooie kleren halen en hoort hoe ze bedrogen is en verdronk in de rivier. Reinier wordt uit de slangenkuil gehaald en de koning vraagt de heks om een goede straf te bedenken. Ze zegt dat de overtreder naakt in een ton met spijkers gestopt moet worden en een paard moet dit voorttrekken door de wereld. De oude vrouw en haar lelijke dochter worden gestraft en de koning trouwt met de mooie witte bruid en de broer wordt beloond en rijk.

## Achtergronden bij het sprookje
- Het sprookje komt uit Mecklenburg en de omgeving van Paderborn.
- De eend met natte veren, die zich warmen wil, doet denken aan oude Noorse verhalen waarin de vermoorde vrouw met druipende kleren aan het haardvuur verschijnt.
- Drie wensen zijn ook te vinden in De arme en de rijke (KHM87) en De ganzenhoedster (KHM89).
- Broer en zus staan voor het mannelijke (handelende, verstandige) en vrouwelijke (gevoelsmatige, intuïtive) in de mens, de anima en animus (ziel en geest). Zie ook Broertje en zusje (KHM11).
- Verwisseling van de ware en valse bruid komt voor in Broertje en zusje (KHM11), De drie mannetjes in het bos (KHM13), De ganzenhoedster (KHM89) en Jonkvrouw Maleen (KHM198).
- In Vrouw Holle (KHM24) krijgt het goede meisjes ook een beloning (goud), het slechte meisje krijgt pek en veren.